# Pentazole
Pour les articles homonymes, voir HN5.
Un pentazole est une molécule constituée d'un cycle de cinq atomes d'azote et de deux double liaisons. Ce sont les analogues azotés de l'anion du cyclopentadiène. Le pentazole et ses dérivés sont aromatiques, cycles excédentaires en électrons, et très instables. On peut les considérer comme une intersection entre la chimie organique et la chimie inorganique
Ils sont synthétisés par réaction de l'azoture de sodium sur les sels d'arylediazonium, mais leur faible stabilité (libération violente d'azote) a fortement limité leur utilisation en synthèse.